# Kattaqo'rg'on
Kattaqo‘rg‘on (in russo Каттакурган), anche Kattakurgon o Kattakurgan, è una città del distretto di Kattakurgan, nella regione di Samarcanda in Uzbekistan. Si trova 76 km a nord-ovest di Samarcanda, sulla strada e sulla linea ferroviaria che unisce quest'ultima a Bukhara.